# Immersió
En matemàtiques, i més específicament en geometria diferencial, topologia diferencial i àrees relacionades, una immersió és un tipus especial d'aplicació entre varietats diferenciables, tal que localment insereix (o immergeix) la primera dins la segona.

L'ampolla de Klein, immersa en l'espai tridimensional.

El terme immersió s'utilitza a vegades en altres branques de les matemàtiques per a referir-se a morfismes injectius (cf. embedding).

## Definició
Sigui f: M → N una aplicació diferenciable entre dues varietats diferenciables. Es diu que f és una immersió en un punt p de M si la seva aplicació tangent en p, Tpf: TpM → Tf(p)N, és injectiva.
Es diu que f és una immersió quan ho és en tot punt.
Si M té dimensió m, afirmar que f és una immersió equival a afirmar que té rang constant igual a m.
La definició d'immersió es pot aplicar més generalment a aplicacions de classe C¹.
Com que els subconjunts oberts dels espais euclidians són varietats diferenciables, la definició d'immersió també s'aplica a les aplicacions entre aquells. En aquest cas, una aplicació és una immersió en p quan la seva derivada Dpf, o la seva matriu jacobiana Jf(p), tenen rang m.

## Discussió i propietats
El conjunt de punts de M on f és una immersió és obert.
Si f és una immersió, per bé que totes les seves aplicacions tangents són injectives, la pròpia f no té per què ser globalment injectiva. Aquest és el cas, per exemple, d'una immersió de l'ampolla de Klein en l'espai euclidià tridimensional: forçosament hi ha punts d'autointersecció.
Tanmateix, una immersió és sempre una aplicació localment injectiva. Això és conseqüència del teorema de redreçament de la imatge, que ve a dir que, amb un canvi de coordenades en la varietat d'arribada, una immersió es pot expressar com la injecció de Rm dins Rn tal que F(x) = (x,0).
Això també prova que la imatge per una immersió d'un obert prou petit és una subvarietat.
Els difeomorfismes locals són immersions que són alhora submersions. Per tant, en particular els revestiments diferenciables són immersions.

## Immersions injectives, subvarietats immerses iembeddings
Donada una immersió injectiva f:M → N, l'aplicació obtinguda restringint-ne la imatge, fo: M → f(M), és bijectiva. Mitjançant aquesta bijecció es pot transportar la topologia i l'estructura diferenciable de M a la seva imatge f(M). Amb aquestes estructures, el subconjunt f(M) de N s'anomena subvarietat immersa. Tanmateix, cal observar que en general la topologia de f(M) com a subvarietat immersa és més fina que la topologia de subespai, i que pot no ser una subvarietat regular.

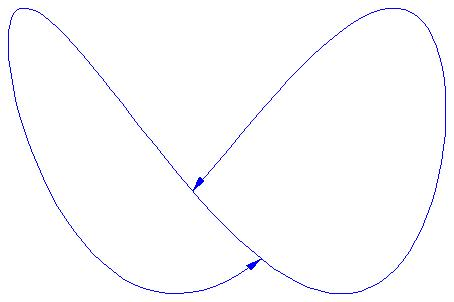
Imatge d'una immersió injectiva que no és un embedding.

Quan ambdues topologies coincideixen s'obté el concepte estretament relacionat d'embedding.
Un embedding és una immersió injectiva f: M → N que és un homeomorfisme amb la imatge (és a dir, és un embedding topològic). Resulta llavors que la imatge f(M) és una subvarietat regular de N, i l'aplicació induïda fo: M → f(M) és un difeomorfisme.
Hi ha immersions injectives que no són embeddings. Tanmateix, si f és una immersió injectiva que és una aplicació oberta o una aplicació tancada, llavors és un embedding. La darrera situació ocorre sempre que M és una varietat compacta.

## Existència i classificació
Hassler Whitney inaugurà l'estudi de les immersions cap als anys 40 del segle xx. Va provar que, si 2m < n+1, tota aplicació diferenciable f: M → N entre una varietat de dimensió m i una varietat de dimensió n és homotopa a una immersió, i de fet homotopa a un embedding si 2m < n. Com a conseqüència, tota varietat diferenciable (amb base numerable d'oberts) de dimensió m>1 té una immersió dins R2m-1 i un embedding dins R2m (teoremes de Whitney).
D'acord amb aquests teoremes, per exemple, hi ha una immersió de l'ampolla de Klein dins R3, i un embedding de la mateixa dins R4.
Treballs posteriors de Stephen Smale i Morris Hirsch permeteren classificar les immersions entre varietats.

## Punts múltiples
Un punt k-tuple d'una immersió f: M → N és un conjunt de k punts diferents 
x1, x₂, ..., xk de M amb la mateixa imatge dins N.
La natura dels seus punts múltiples permet classificar les immersions.
- Una rosa de k pètals és una immersió dels cercle dins el pla amb un únic punt múltiple.
- La superfície de Boy és una immersió del pla projectiu real dins l'espai tridimensional.

El quadrifoli o rosa de 4 pètals.
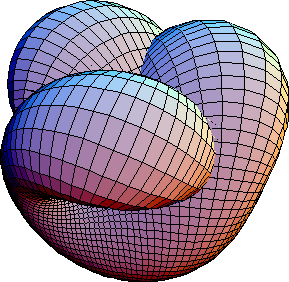
Superfície de Boy.